# Express 4
Die Express 4 ist eine als Katamaran konzipierte Fähre der dänischen Reederei Molslinjen.

## Geschichte
Die im Juni 2016 bestellte Fähre wurde unter der Baunummer 393 auf der australischen Werft Austal gebaut. Der Bau begann mit dem ersten Stahlschnitt im April 2017. Die Kiellegung fand am 27. Juli 2017, der Stapellauf am 16. Oktober 2018 statt. Die Fertigstellung der Fähre erfolgte am 29. Januar 2019. Die Fähre wurde auf eigenem Kiel nach Dänemark überführt. Die Baukosten beliefen sich auf 109 Mio. Australische Dollar.
Die Fähre wird von Molslinjen auf der Fährverbindung zwischen Aarhus auf Jütland und Odden auf Seeland eingesetzt. Sie ersetzte hier die Express 1, die auf die von Bornholmslinjen betriebenen Fährverbindung nach Bornholm verlegt worden war.
Auf dem gleichen Entwurf basiert auch die 2021 gebaute Fähre Fjord FSTR, die sich bei gleichen Abmessungen bei den Fahrzeugdecks und den Passagiereinrichtungen von der Express 4 unterscheidet.

## Technische Daten und Ausstattung
Die Fähre wird von vier MAN-Dieselmotoren des Typs 20V28/33D mit jeweils 7000 kW Leistung angetrieben. Die Motoren wirken über Untersetzungsgetriebe auf vier Wasserstrahlantriebe. Die Antriebsmotoren sind in jeweils einem Maschinenraum in den beiden Rümpfen des Katamarans untergebracht. Für die Stromerzeugung stehen vier von Scania-Dieselmotoren des Typs DI09M angetriebene Generatoren zur Verfügung.
Die Fähre verfügt über vier Decks, die auf die beiden Rümpfe aufgesetzt sind. Die unteren beiden Decks sind zwei Fahrzeugdecks. Die nutzbare Durchfahrtshöhe auf dem unteren Fahrzeugdeck beträgt 4,6 m und auf dem oberen Fahrzeugdeck 2,1 m. Die beiden nach hinten offenen Fahrzeugdecks, die im Bugbereich über eine Rampe miteinander verbunden sind, können über am Heck landseitig anlegbare Rampen be- bzw. entladen werden. Oberhalb der Fahrzeugdecks befindet sich das Deck mit den Einrichtungen für die Passagiere, denen mehrere Aufenthaltsräume mit Sitzgelegenheiten, ein Selbstbedienungsrestaurant, ein Schnellimbiss und Kiosk und eine Kaffeebar sowie ein Kinderspielbereich zur Verfügung stehen. Im Heckbereich befindet sich hier ein offener Decksbereich. Das oberste Deck ist das Brückendeck mit dem Steuerhaus.